# Plejotropia

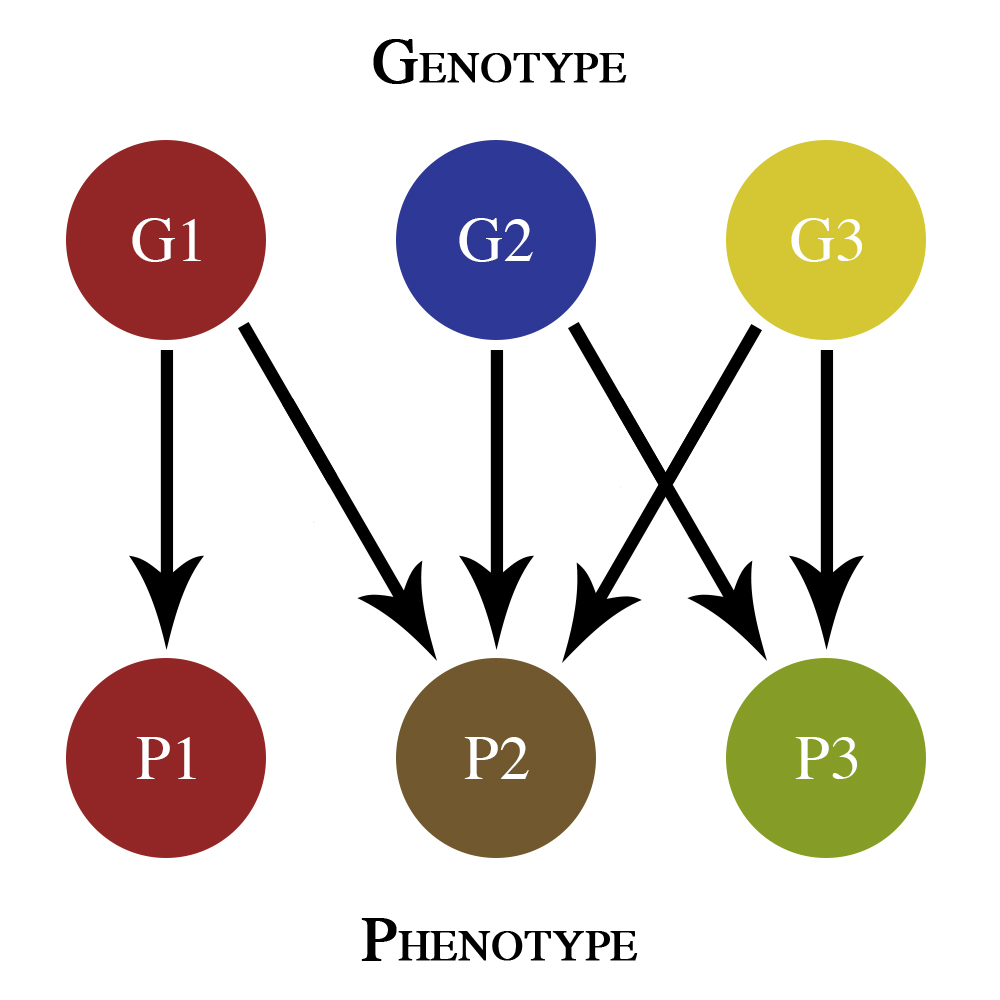
Geny G1, G2 i G3 wpływają na cechy fenotypowe P1, P2 i P3

Plejotropia, plejotropizm, efekt plejotropowy, plejotropowość (gr. πλείων pleion – więcej, τρόπος tropos – sposób, metoda) – zjawisko, w którym pojedynczy czynnik ma wpływ na dwie lub więcej odrębnych, często pozornie niepowiązanych ze sobą cech fenotypowych i jest często identyfikowany jako pojedyncza mutacja, która wpływa na dwie lub więcej cech typu dzikiego; np. warunkowanie kilku cech przez pojedynczy gen. Mechanizm plejotropii opiera się na tym, że gen koduje produkt białkowy, który jest aktywny w różnych komórkach lub pełni funkcję sygnałową dla wielu różnych komórek docelowych. Zjawisko to zaobserwowano u wielu organizmów: od bakterii, pierwotniaków, drożdży, roślin, owadów po ryby, ptaki i ssaki. 
Plejotropia miała istotny wpływ na rozwój genetyki fizjologicznej i medycznej, a także na biologię ewolucyjną. Koncepcja plejotropii odegrała ważną rolę w teoriach starzenia się, ułatwieniach i ograniczeniach kierunku selekcji, modelach adaptacji, specjacji oraz badaniu chorób ludzi. Efekty fenotypowe genów plejotropowych dostarczają nam nowych informacji o biologicznych funkcjach określonych genów. Dzięki nim możemy uzyskać cenne informacje dotyczące ewolucji pojedynczych genów i rodzin genów oraz o ich związku z różnymi funkcjami organizmu. 
W początkowym etapie badacze wyróżnili dwa typy plejotropii, współcześnie te terminy nie są już używane:
- prawdziwa – pojedynczy czynnik bezpośrednio wpływa na dwie cechy fenotypowe,
- rzekoma (pozorna, relacyjna) – działanie pojedynczego czynnika inicjuje kaskadę zdarzeń wpływających na wiele niezależnych cech.

## Historia
Autorem pierwszej pracy (z 1866 roku) opisującej przypadek plejotropii grochu (Pisum) był Mendel. Badając mechanizmy dziedziczenia zauważył on, że rośliny których nasiona są kolorowe zawsze mają kolorowe kwiaty i pochewkę liściową, natomiast bezbarwne nasiona grochu mają zawsze białe kwiaty i brak pigmentacji na pochewce liściowej. Zatem w odniesieniu do grochu kolor pokrywy nasiennej był zawsze związany ze specyficznym kwiatem i pochewką liściową.
Termin "plejotropia" wprowadził w 1910 roku niemiecki genetyk Ludwig Plate. Jego oryginalna definicja brzmiała: "Nazywam jednostkę dziedziczenia plejotropową, jeżeli zależy od niej kilka cech. Cechy te będą występowały zawsze razem, dlatego też mogą wydawać się powiązane." Ten sam mechanizm został opisany w 1925 roku przez nauczyciela Plate'a, Ernsta Haeckera i nazwany terminem polifenia, jednak do tego czasu określenie plejotropia zakorzeniło się już w literaturze.
W 1938 roku Hans Grüneberg zaproponował podział plejotropii na właściwą i pozorną (rzekomą, relacyjną). Według niego plejotropia właściwa charakteryzuje się tym, że jeden gen koduje kilka różnych produktów, wykorzystywanych w różnych miejscach. Natomiast plejotropia pozorna występuje gdy jeden produkt tego genu jest wykorzystywany na wiele sposobów. Odróżnił też drugi rodzaj plejotropii pozornej, gdy jeden produkt powoduje kaskadę reakcji, o różnych fenotypowych konsekwencjach. Propozycja Grüneberga dotycząca definicji plejotropii stała się jednak nieaktualna gdy w 1941 roku George Beadle i Edward Tatum opublikowali hipotezę nazwaną później „one gene – one enzyme hypothesis”, która zakładała, że jeden gen koduje tylko jeden enzym. Skupiono się wiec na tym, w jaki sposób jeden produkt genu może wpływać na kilka cech fenotypowych. Jednak pomimo odkrycia dwuniciowej helisy DNA w 1953 roku techniki molekularne nie były jeszcze na tyle zaawansowane by możliwe było wówczas zbadanie i wyjaśnienie mechanizmu plejotropii. 
Dopiero w latach siedemdziesiątych XX wieku stało się jasne, że jeden gen może kodować różne produkty podstawowe. Niewiele później odkryto, że jeden gen może mieć kilka ramek odczytu lub mogą one na siebie nachodzić. Oznacza to, że sekwencja może być odczytana począwszy od różnych miejsc i w ten sposób jeden gen może odpowiadać za syntetyzowanie kilku mRNA, co w rezultacie daje różne warianty białek. Mimo iż alternatywne ramki odczytu są określane czasem jako różne geny, fakt że informacja dla dwóch pierwotnych produktów jest zawarta w jednym genie i te dwa produkty nie mogą być oddzielone poprzez rekombinację pasuje do kryteriów plejotropii. Alternatywne transkrypty mogą powstawać z jednego genu na dwa sposoby:
1. alternatywny splicing, który pozwala na złożenie transkryptu z różnych eksonów,
2. alternatywne miejsca startu transkrypcji, które mogą spowodować powstanie białka o różnej długości i odmiennych funkcjach. Zjawisko to zostało odkryte niedługo po poznaniu ramek odczytu i wyjaśniły mechanizm plejotropii na poziomie powstawania i dojrzewania mRNA[5].

RNA po transkrypcji może być dodatkowo modyfikowany przez edycję mRNA, po raz pierwszy opisaną w 1986 roku przez Roba Benne i jego zespół. Poprzez ten proces komórka jest w stanie dokonać zmiany jednej zasady na inną w mRNA, co prowadzi do różnic w aminokwasach, a to z kolei może mieć wpływ na funkcję białka. Mimo że zmiany te mogą być niewielkie, potrafią one mieć znaczący wpływ na funkcje białka. Zjawisko to musi zapewne odgrywać ważną rolę w adaptacji organizmów.
Wcześniej uważano, że każdy gen ma potencjalny wpływ na wszystkie cechy. Jednak ostatnie badania wskazują, że gen może wywoływać wiele efektów plejotropowych, których liczba jest ograniczona. Natomiast prawie wszystkie geny wykazują pewien stopień plejotropii. Okazuje się również, że wysoki poziom plejotropii jest związany z wysokim stopniem korelacji białek i ilości procesów biologicznych, a nie z liczbą funkcji lub liczbą białek kodowanych przez jeden gen. Geny plejotropowe warunkują raczej pojedyncze wielofunkcyjne produkty białkowe.

## Rodzaje plejotropii
Obecnie funkcjonuje podział plejotropii na właściwą i rzekomą, zasugerowany w 1938 roku przez Hansa Grüneberga. Jednak definicja obu rodzajów uległa pewnym modyfikacjom. 
Plejotropia właściwa, zgodnie z obecnym stanem wiedzy, występuje wtedy gdy produkt genu plejotropowego jest związany z kilkoma szlakami metabolicznymi w organizmie. Na przykład tyrozyna jest prekursorem hormonów i neurotransmiterów, takich jak tyroksyna, adrenalina, noradrenalina i dopamina oraz pigmentu – melaniny. Zatem mutacja w genie odpowiedzialnym za syntezę tyrozyny może wpłynąć na różne szlaki metaboliczne.
Z plejotropią rzekomą mamy do czynienia, gdy gen kontroluje cechę, która z kolei wpływa na zmienność innych cech. Przykładem plejotropii rzekomej jest szurpatość kur, wywołana przez niekompletnie dominujący autosomalny gen F. Układ homozygotyczny FF warunkuje nieprawidłową budowę stosiny we wszystkich piórach, przez co są one nastroszone i poskręcane. Takie upierzenie nie chroni ptaka przed nadmierną utratą ciepła, w związku z tym organizm zużywa więcej energii na jego ogrzanie, wiąże się to z większym apetytem, który z kolei przyczynia się do zwiększenia wola i żołądka. U ptaków tych często dochodzi do przerostu mięśnia sercowego co jest związane ze zwiększonym metabolizmem.

## Wpływ ewolucji na geny plejotropowe
Geny plejotropowe są uważane za konserwatywne ewolucyjnie. W ramach selekcji stabilizującej osiągają one optymalną genetycznie sekwencję i są preferowane przez dobór naturalny. Dowodem potwierdzającym tę tezę są badania przeprowadzone na drożdżach, grzybach i muszce owocowej. Dowiodły one, że tylko 39,5% genów drożdży nie posiadających efektów plejotropowych ma swoje homologi u muszki owocowej. Natomiast aż 49,2% genów o niskim poziomie plejotropii i 54,7% genów o wysokim poziomie plejotropii ma swoje homologi u muszki owocowej. Podobnie aż 52,6% plejotropowych genów, a tylko 38,3% genów nie plejotropowych drożdży, ma swoje homologi u nicienia C. elegans. Kolejne porównanie, tym razem genów drożdży z genami grzyba S. pombe, wskazuje na obecność 71,7% plejotropowych oraz 58,4% nieplejotropowych homologów. Wynika z tego, że geny plejotropowe znacznie lepiej utrzymują się w długotrwałej ewolucji, niż geny nie posiadające efektów plejotropowych. Wiąże się to z faktem, że geny o wysokim poziomie plejotropii podlegają silnej selekcji stabilizującej, ponieważ wpływają na wiele cech. Plejotropia wpływa również na optymalne dostosowanie różnych cech, ponieważ zmiana genetyczna korzystna dla jednej cechy może być szkodliwa dla innej.

## Plejotropia antagonistyczna
Sformułowana przez Georga Williamsa w 1957 roku hipoteza na temat starzenia się zakładała, że plejotropia antagonistyczna najlepiej wyjaśnia zjawisko plejotropii. Plejotropia antagonistyczna dotyczy efektów plejotropowych, które konkurują między sobą. Według niej geny, wykazujące efekty antagonistyczne, w różnych etapach życia osobnika przyczyniają się do starzenia w sposób niekontrolowany przez selekcję naturalną. Oznacza to, że geny mające korzystny wpływ na reprodukcję, ale powodujące negatywne skutki po okresie reprodukcji są bardziej preferowane przez dobór naturalny niż te, które zwiększają długowieczność, ale są mniej korzystne dla reprodukcji i przetrwania w wieku rozrodczym. Wynika to z faktu, że szkodliwe efekty pojawiają się dopiero po zakończeniu reprodukcji, przez co geny te nie są eliminowane przez selekcję naturalną. Gdyby dobór naturalny był w stanie rozdzielić te efekty, to geny, które mają wpływ na wczesny etap życia i te które wpływają na długowieczność mogłyby być zachowane w populacji. Jednak jeśli geny te mają działanie plejotropowe, to długowieczność nigdy nie będzie uprzywilejowana i starzenie się będzie nieuniknione.
Klasycznym tego przykładem jest działanie antagonistyczne genu odpowiedzialnego za produkcję testosteronu, który we wczesnym okresie życia zwiększa możliwości reprodukcyjne, lecz w okresie poreprodukcyjnym zwiększa ryzyko zachorowania na raka prostaty. Innym przykładem jest gen supresorowy p53, który hamuje podziały komórek (np. rakowych), ale jednocześnie hamuje produkcję nowych komórek, które mogą odbudować zniszczone tkanki.
To czy plejotropia jest antagonistyczna zależy w dużej mierze od warunków środowiskowych. Na przykład gen bakteryjny, który poprawia efektywność wykorzystania glukozy kosztem zdolności do wykorzystania innych źródeł energii, takich jak laktoza daje pozytywne efekty jeśli w środowisku jest dużo glukozy, ale może być letalny w sytuacji, gdy laktoza jest jedynym źródłem energii.

## Przykłady

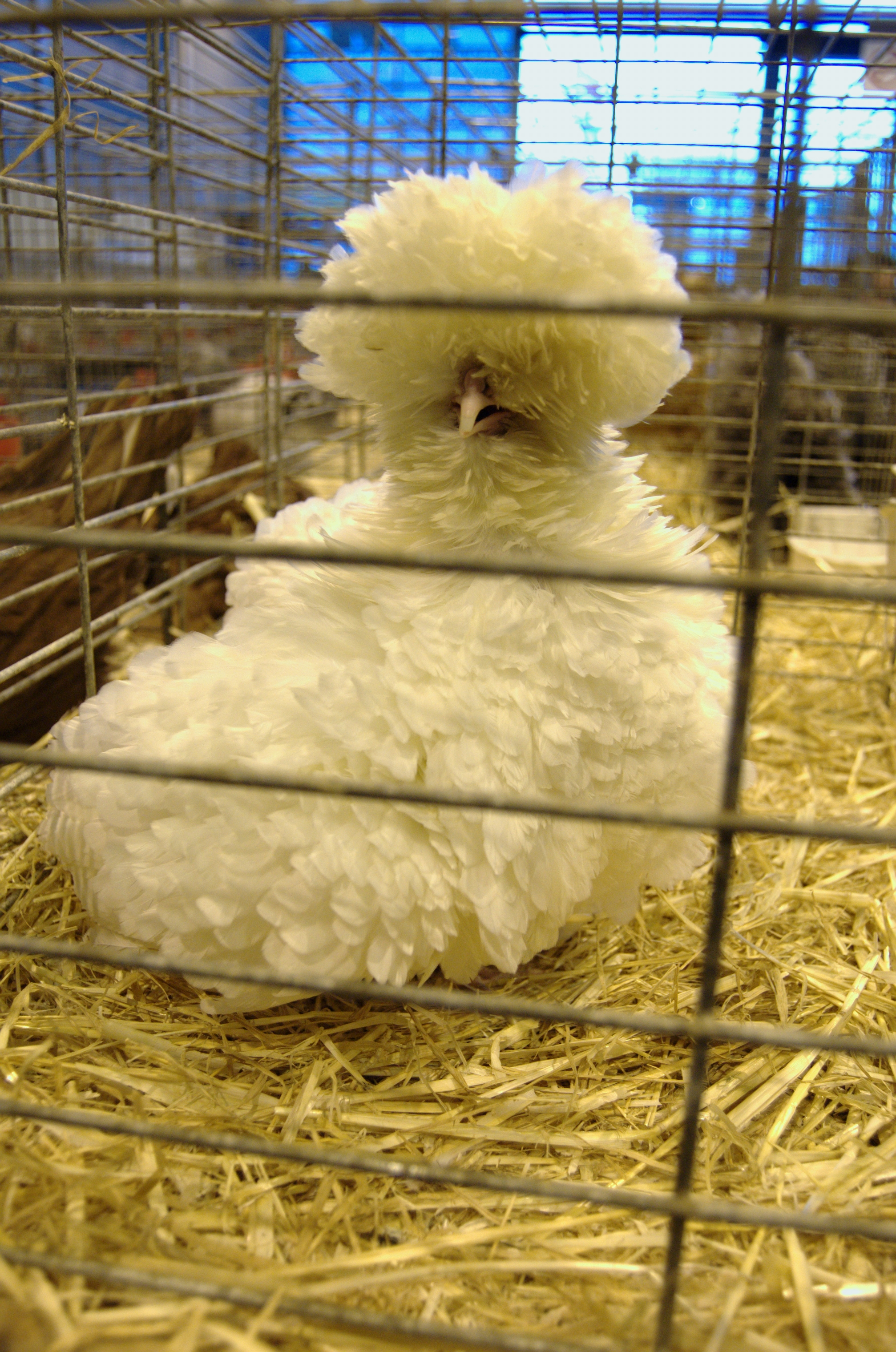
Szurpowatość u kur, która polega nie tylko na zniekształceniu piór, ale także na niedorozwoju organów wewnętrznych, przede wszystkim serca

- gen plejotropowy to gen, który wpływa na więcej niż jedną cechę fenotypową. W konsekwencji, mutacja w tym genie objawi się zmianą więcej niż jednej cechy – na przykład jednocześnie większym umięśnieniem, ale i zwiększonym ryzykiem zawału serca.
- efekt plejotropowy to zjawisko w fizjologii, gdzie jeden czynnik ma zdolność wielokierunkowego działania[potrzebny przypis]. Na przykład ten sam hormon wywołuje odmienną reakcję w różnych typach komórek. Zob. cytokina.

Przy wielu różnych nieprawidłowościach fenotypowych u pacjenta lub w rodzinie, należy zawsze brać pod uwagę możliwość plejotropii, czyli sytuacji, w której jeden gen lub para genów są przyczyną wielu nieprawidłowości fenotypowych. Często fizyczne nieprawidłowości są tylko pozornie ze sobą powiązane, np. 
1. Zespół paznokciowo-rzepkowy (dysplazja paznokci, brak rzepki, nefropatia),
2. Dystrofia miotoniczna (osłabienie i zanik mięśni dystalnych i mięśni twarzy, miotonia, zaćma, zaburzenia przewodnictwa sercowego, łysienie czołowe)

Istnieje wiele przykładów plejotropowego działania genów u człowieka. Najczęściej są to choroby, jak na przykład fenyloketonuria, do której objawów należą między innymi upośledzenie umysłowe, zaburzenia motoryczne, hiperpigmentacja skóry i włosów, charakterystyczny mysi zapach potu oraz częste występowanie wysypek. Wszystkie te zaburzenia związane są z mutacją pojedynczego genu kodującego enzym hydroksylazę fenyloalaninową, który katalizuje przekształcenie fenyloalaniny w tyrozynę. Brak hydroksylazy fenyloalaninianowej powoduje nagromadzenie się w organizmie fenyloalaniny, co przy jej wysokim stężeniu staje się toksyczne, powodując uszkodzenia w wielu strukturach organizmu. Inna choroba związana z plejotropią to np. zespół Waardenburga.
Jednym z licznych przykładów plejotropii w świecie zwierząt jest działanie genu warunkującego platynową barwę u lisów. Lisy te, w przeciwieństwie do osobników umaszczonych standardowo są mniej żywotne i bardziej pobudliwe. Osobniki homozygotyczne pod względem tego genu nie są zdolne do życia i umierają w okresie prenatalnym.